# Лазарович Олександр Петрович
Олександр Петрович Лазарович (нар. 30 серпня 1984 року, Ворохта) — український стрибун з трампліна, учасник Олімпійських ігор у Ванкувері.

## Біографія
У Кубку світу в Лазарович дебютував у грудні 2007 року, в листопаді 2008 року єдиний раз потрапив в десятку кращих на етапі Кубка світу в командних змаганнях. Крім цього на сьогоднішній момент має 2 потрапляння до тридцятки на етапах Кубка світу, 1 у командних змаганнях і 1 в особистих дисциплінах. Кращим результатом Лазаровича у підсумковому загальному заліку Кубка світу є 82-е місце в сезоні 2008-2009.
На Олімпіаді-2010 у Ванкувері показав наступні результати: нормальний трамплін 48-е місце в кваліфікації, великий трамплін 43-е місце в кваліфікації.
За свою кар'єру брав участь у п'яти чемпіонатах світу, кращий результат 13-е місця в командних змаганнях на чемпіонаті світу — 2003 і чемпіонаті світу — 2007, в особистих змаганнях не піднімався вище 38-го місця.
Використовує лижі виробництва фірми Fischer.